# Lynnwood (Washington)
Lynnwood az Amerikai Egyesült Államok északnyugati részén, Washington állam Snohomish megyéjében elhelyezkedő város. A 2010. évi népszámlálási adatok alapján 35 836 lakosa van.
Lynnwood 1959. április 23-án kapott városi rangot, majd a közúti közlekedés javulásával a térség üzleti központjává vált. Az Alderwood Mall bevásárlóközpont 1979-ben nyílt meg.

## Története

### Az első telepesek
A térségben egykor a snohomish indiánok vadásztak és gyűjtögettek. Az őslakosokat a Point Elliott-i egyezmény 1855-ös aláírását követően a Tulalip rezervátumba telepítették.
1859-ben a Puget Sound régióba favágók érkeztek; a kitermelés egy évvel később indult meg. Az első fehér telepes az 1889-ben érkező skót bevándorló, Duncan Hunter kőfaragó volt, aki a mai 36. sugárút mentén telepedett le. A telket fia, Basil örökölte, aki 1982-ig élt itt. A területen ma a Pioneer Park található. Később egy újabb skót kőfaragó, William Morrice érkezett. A két skót telkeitől délre 1888-ban pennsylvaniai bevándorlók telepedtek le, akik a Peter Schreiberről elnevezett Scriber Lake településen iskolát alapítottak.

### Kora 20. század
A huszadik század elejére a kitermelhető faanyag elfogyott. A Seattle–Everett városközi villamos 1910-es kiépülésével a környék megközelíthetősége jelentősen javult, és felkeltette az ingatlanfejlesztők figyelmét is. A Puget Mill Company 1917-ben megalapította Alderwood Manor települést, amelyet a gazdálkodók körében próbáltak meg népszerűsíteni. Az állattartás alapjainak bemutatására 12 hektáros farmot hoztak létre. 1922-ben Alderwood Manorban 1463 lakos 200 ezer baromfit tartott; ekkorra kiépítették az elektromos- és a telefonos hálózatot.
A Puget Mill Company 1933-ban a demonstrációs farmot 1933-ban bérbe adta, a nagy gazdasági világválság ideje alatt pedig nem értékesített újabb telkeket. 1927-ben megnyílt a Pacific Highway (a mai Washington State Route 99), az 1930-as években pedig megszűnt a Seattle és Everett közötti villamosvonal, ezáltal a Scriber Lake-től nyugatra fekvő területek gyorsabban fejlődtek. A seattle-i Karl O’Brien 1937-ben a WA-99 mentén megalapította Lynnwood települést, amely nevét O’Brien feleségéről, Lynnről kapta. A kereskedelmi kamara feljegyzéseiben 1946-tól szerepel a Lynnwood név (korábban a West Alderwood elnevezést javasolták).

### Városi rang
Lynnwood postahivatala a Lynnwood Commercial Club lobbitevékenységének köszönhetően 1948-ban nyílt meg. Az 1950-es években a település a közszolgáltatások (például csatornázás) hiánya miatt lassan fejlődött. A lakosok szerették volna, ha a települést Edmondshoz csatolják, ezt azonban elutasították. 1956-ban a városi rang feltételeit szolgáló bizottság alakult, amely szerint a leendő város 17 km2-es területű lenne, ahol 10 744-en éltek. A végül 16 km2-ben megállapított terület várossá válását célzó petíciót hatszázan írták alá, azonban 1958-ban érdektelenség miatt többen töröltették magukat a listáról. A rangról 1958 novemberében szavaztak, azonban a javaslat a túl alacsony többség (890–848) miatt elbukott.
A második szavazásra 1959. április 14-én került sor; az új javaslat 6 km2-ről és hatezer lakosról szólt. A sikeres szavazást a megyének tulajdonították, mivel elvárták, hogy az Interstate 5 leendő szakaszán fekvő épületeket a leendő Lynnwoodba költöztessék. Az első polgármester Jack Bennett ingatlanügynök lett; a képviselő-testület első ülését április 20-án tartotta. A város alapszabályát a megye 1959. április 23-án fogadta el; a városi rang ezzel vált hivatalossá. Két év múlva Browns Bay annektálásáról vita alakult ki Lynnwood és Edmonds között, melyet végül peren kívüli megállapodással rendeztek.
A várossá válást követő első években kiépítették az utcákat, a vízszolgáltatást és a parkokat, valamint megnyitották a szennyvíztisztító telepet. 1969-ben 1,5 millió dolláros (2020-ban 10,8 millió dollár) beruházásból megvalósult a közszolgáltatási központ, mellyel a város különböző pontjain elhelyezkedő bérleményekben működő közintézményeket költöztették egy helyre. A városháza és a könyvtár 1971-ben nyílt meg, ezeket később a rendőrség, a megyei törvényszék és egy fedett sportlétesítmény követték.

### A városkép átalakulása
Az Interstate 5 1965-ös átadásával a térség kereskedelmi központja Alderwood Manorba helyeződött át, így 1968-ban bejelentették egy bevásárlóközpont átadását. Az Allied Stores által tervezett Alderwood Mall megnyitását az 1970-es évekbeli recesszió miatt elhalasztották, a projektet később pedig Edward J. DeBartolo Sr. vásárolta meg. A bevásárlóközpont 1979. október 4-én nyílt meg, ez az 1980-as években jelentős kereskedelmi fellendülést eredményezett. Az Interstate 5 és az Interstate 405 csomópontjának 1984-es megnyitásával új közúti kapcsolat jött létre Lynnwood és King megye Eastside kerülete között.
Az 1980-as években több bothelli vállalat is Lynnwoodba helyezte át székhelyét. Az Alderwood Mall a térség legnagyobb bevásárlóközpontjává vált, körülötte pedig lakóházak épültek. Ugyan a Lynnwoodon kívül eső területek gyorsan növekedtek, a város fejlődése lelassult.
Az 1980-as években az Alderwood Mall közelében új városközpontot terveztek, ahol a hasonló funkciójú létesítményeket egy helyre vonnák össze; ehhez Bellevue belvárosát vették alapul. Az 1990-es években az Interstate 5 városi csomópontját átépítették. A kongresszusi központ 2005-ben nyílt meg. A 2007-ben elfogadott City Center Subarea Plan keretében új üzleti körzetet terveztek. A 2015-ben kezdődő átalakítás keretében először egy szállodát és két társasházat adtak át.

## Éghajlat
A város éghajlata mediterrán (a Köppen-skála szerint Csb).
| Hónap                         | Jan.  | Feb.  | Már.  | Ápr. | Máj. | Jún. | Júl. | Aug. | Szep. | Okt. | Nov.  | Dec.  | Év    |
| ----------------------------- | ----- | ----- | ----- | ---- | ---- | ---- | ---- | ---- | ----- | ---- | ----- | ----- | ----- |
| Rekord max. hőmérséklet (°C)  | 22,2  | 23,9  | 26,1  | 31,1 | 33,9 | 37,8 | 38,9 | 37,8 | 36,1  | 31,1 | 25,0  | 18,9  | 38,9  |
| Átlagos max. hőmérséklet (°C) | 8,3   | 10,0  | 12,8  | 15,6 | 18,9 | 21,1 | 24,4 | 25,0 | 21,7  | 15,6 | 10,0  | 6,7   | 15,9  |
| Átlagos min. hőmérséklet (°C) | 1,1   | 1,1   | 2,8   | 5,0  | 7,8  | 10,0 | 11,7 | 11,7 | 9,4   | 6,1  | 3,3   | 0,6   | 5,9   |
| Rekord min. hőmérséklet (°C)  | −18,9 | −18,9 | −11,1 | −5,0 | −2,8 | 1,1  | 0,6  | 2,2  | −1,1  | −6,1 | −17,2 | −17,2 | −18,9 |
| Átl. csapadékmennyiség (mm)   | 159   | 108   | 122   | 96   | 86   | 65   | 34   | 33   | 66    | 121  | 189   | 163   | 1242  |
| Forrás: The Weather Channel   |       |       |       |      |      |      |      |      |       |      |       |       |       |

## Népesség
A 2010-es népszámláláskor a városnak 35 836 lakója, 13 950 háztartása és 8501 családja volt. A népsűrűség 1756,7 fő/km2. A lakóegységek száma 14 939, sűrűségük 732,3 db/km2. A lakosok 68,2%-a fehér, 5,5%-a afroamerikai, 1,1%-a indián, 17,3%-a ázsiai, 0,5%-a a Csendes-óceáni szigetekről származik, 6,6%-a egyéb, 5,1%-a pedig kettő vagy több etnikumú. A spanyol vagy latino származásúak aránya 13,3% (   )
A háztartások 26,9%-ában élt 18 évnél fiatalabb. 42,6% házas, 12,2% egyedülálló nő, 5,5% egyedülálló férfi, 39,7% pedig nem család. 30,8% egyedül élt; 9,4%-uk 65 éves vagy idősebb. Egy háztartásban átlagosan 3,5 személy élt; a családok átlagmérete 4,87 fő.
A medián életkor 37,3 év volt. A város lakóinak 21,7%-a 18 évesnél fiatalabb, 10,6% 18 és 24 év közötti, 28%-uk 25 és 44 év közötti, 26,2%-uk 45 és 64 év közötti, 13,4%-uk pedig 65 éves vagy idősebb. A lakosok 49%-a férfi, 51%-a pedig nő.

## Gazdaság
A 2015-ös adatok szerint a városban 19 095 aktív korú lakos él, a munkanélküliség pedig 6,4%. 12% a városhatárokon belül, 31% Seattle-ben, 9% Everettben, 6% Bellevue-ban, 4% pedig Edmondsban dolgozik; többségében a Paine repülőtéren vagy a Microsoftnál. 69% saját gépjárművel, 12% telekocsival, 10% pedig tömegközlekedéssel jut el munkahelyére; az átlagos ingázási idő 30 perc. A legnagyobb foglalkoztatók az oktatás és az egészségügy (23%), a kereskedelem (15%), az éttermek (12%), valamint a professzionális szolgáltató szervezetek (12%).
Lynnwoodban 2012-ben 24 767 munkahely volt (ebből 45%-ot a szolgáltatóipar, 28%-ot a kereskedelem és 8%-ot az oktatás tett ki); ezek 7%-át töltötték be helyi lakosok; 52% a megye más városaiból, 9% pedig Seattle-ből ingázott. A professzionális szolgáltató szervezetek irodái 176 épületben 260 ezer négyzetmétert tesznek ki. A város adóbevételeinek 50%-a a hétezer főt foglalkoztató kereskedelemből származik. A legnagyobb nem kereskedelmi vállalkozások a tankerület, az önkormányzat, valamint az emberi erőforrásokkal foglalkozó Automatic Data Processing. A városban van a Zumiez ruházati cég és a SOG késgyártó székhelye.

## Közigazgatás
A polgármestert és a képviselő-testület hét tagját négy évre választják.
2015-ben az önkormányzatnak 373 alkalmazottja volt, féléves költségvetése pedig 197,5 millió dollár.

### Bűnözés
A városi kapitányságon a 2016-os adatok szerint 70 rendőr és 38 fő kisegítő személyzet dolgozik. 2015-ben 81 erőszakos és 2162 vagyon elleni cselekményt jelentettek a hatóságoknak; utóbbiak többsége az Alderwood Mall környékén történt. Százezer főre 220 erőszakos cselekmény jut, ez az állami átlag alatt van; a vagyon elleni tettek aránya százezer emberre 5861, ez viszont jóval magasabb az állami átlagnál. A jelzőlámpáknál és iskoláknál telepített kamerák révén évente 24 ezer büntetést osztanak ki, melyből a rendőrségnek 19,2 millió dollár bevétele keletkezik.
A 2015-ben megjelent, Pulitzer-díjat nyert „An Unbelievable Story of Rape” című cikk, valamint az Unbelievable című Netflix-sorozat egy nemierőszak-sorozatról szól, melynek részeként 2008-ban Lynnwoodban megerőszakoltak egy tinédzserlányt. A Marie néven ismert áldozat ügyével csak azután foglalkoztak, hogy az elkövetőt öt további esettel is kapcsolatba hozták. 2014-ben az önkormányzat 150 ezer dollár sérelemdíjat fizetett és megváltoztatta a szexuális cselekményekkel kapcsolatos nyomozások folyamatát. A rendőrség 2012-ben a nemi erőszakkal kapcsolatos bejelentések 21%-át alaptalannak ítélte meg, ez a hasonló méretű városokhoz viszonyítva az állami átlag ötszöröse.

## Parkok
A városban 140 hektáron 19 park, valamint 23 kilométer hosszú túraútvonal található; ezek némelyike (például a Lund’s Gulch and Scriber Creek) tájvédelmi körzetként van nyilvántartva. Lynnwoodban golfpálya, gördeszkapark, különböző sportpályák, vízi élménypark és idősek közösségi háza is működik. A Wilcox Park 1962-ben nyílt meg. A parkok rendezvényhelyszínként (például a Shakespeare in the Park az amfiteátrumban) is szolgálnak.

## Oktatás
Az Edmondsi Tankerület 38 intézményének a 2018–2019-es tanévben 21 302 diákja, 1134 tanára és 722 egyéb alkalmazottja volt. A városnak három középiskolája van (Lynnwood High School, Meadowdale High School és Scriber Lake High School). A Lynnwood High Schoolt 2009-ben Bothellbe költöztették. A városban számos magánintézmény (például The Soundview School, St, Thomas More Parish és the Brighton School) üzemel.
Az Edmondsi Főiskola és a Közép-washingtoni Egyetem lynnwoodi campusa közös épületben működnek.

## Infrastruktúra

### Egészségügy
A város szakrendelőinek fenntartói a Community Health Center, a Virginia Mason és a The Everett Clinic.

### Közlekedés
Lynnwood közúton az I-5-ön, az I-425-ön, valamint a WA-524-en és a WA-525-ön közelíthető meg.
A város tömegközlekedését a P+R parkolót és a Swift BRT-járatot is üzemeltető Community Transit, valamint a Sounder helyiérdekű vasútvonalat közlekedtető Sound Transit biztosítják. A Link light railt a későbbiekben Lynnwoodig, majd a Paine repülőtérig tervezik meghosszabbítani.

### Közművek
Az elektromos áramot a megyei közműszolgáltató, a földgázt pedig a Puget Sound Energy biztosítja. Lynnwood a Northwest Pipeline Company gázvezetékének egyik végpontja.
A város saját maga tartja fenn ivóvíz- és szennyvízhálózatát. A vezetékes víz a Spada-víztározóból származik. A víztisztítás a napi 19 ezer köbméter kapacitású üzemben történik, ahonnan a megtisztított vizet a Puget Sound térségébe engedik. A hulladékszállításért és -újrahasznosításért a Republic Services és a Waste Management felel.

## Média
A The Enterprise 1958 és 2012 között jelent meg. Az újságot 1996-ban megvásárolta a The Everett Herald, és 2011-ben The Weekly névre keresztelte át, amely pénzügyi problémák miatt 2012. augusztus 29-én megszűnt. A városban a KOMO-TV, KING-TV, KIRO-TV és KCPQ-TV televíziócsatornák érhetők el. 1991 és 1994 között Lynnwoodban volt a KSER nem kereskedelmi rádióadó székhelye.

## Nevezetes személyek
- Edward Nixon, vállalkozó, Richard Nixon elnök öccse[104]
- Kenneth Bae, misszionárius, akit Észak-Koreában tartottak fogva[105]
- Layne Staley, rockzenész[106]
- Myles Gaskin, amerikaifutball-játékos[107]
- Paul Kenneth Keller, gyújtogató[108]
- Paul Lyttle, curlingező[109]
- Randy Couture, harcművész[110]
- Steven W. Bailey, színész[111]
- Tom McGrath, animátor[112]
- Travis Snider, baseballozó[113]

## Testvérváros
- Tamjang megye, Dél-Korea[114][115]

## Fordítás
- Ez a szócikk részben vagy egészben  a   Lynnwood, Washington című angol Wikipédia-szócikk ezen változatának fordításán alapul.  Az eredeti cikk szerkesztőit annak laptörténete sorolja fel. Ez a jelzés csupán a megfogalmazás eredetét és a szerzői jogokat jelzi, nem szolgál a cikkben szereplő információk forrásmegjelöléseként.